# Janine Jansen
Janine Jansen (Soest, 7 de Janeiro de 1978), é uma virtuosa violinista e violista holandesa.

## Biografia
Janine Jansen, nasceu em Soest, Países Baixos. Iniciou os seus estudos musicais aos seis anos de idade com aulas de violino. Ela estudou com Coosje Wijzenbeek, Philipp Hirshhorn, e Boris Belkin. Sua mãe é uma cantora clássica e seu pai e seus irmãos também são músicos.
Janine Jansen apresentou-se como solista com a National Youth Orchestra da Escócia, onde executou um concerto para violino de Brahms. Em 2005, ela realizou a abertura do The Proms (antigo BBC Proms), o maior festival de música clássica do mundo. Sua gravação de As quatro estações de Vivaldi são um bom exemplo de seu estilo.
Atualmente ela usa um Stradivari "Barrere" de 1727, empréstimo de longa duração por Elise Mathilde Fond, através da intermediação "Stradivari Society of Chicago".
Ela e seu ex-namorado, o violinista Julian Rachlin, têm colaborado em espectáculos de música de câmara.
Atualmente, Jansen, está casada com o maestro sueco Daniel Blendulf.

## Ligações Externas
- Página Oficial